# Torta caprese
Pour les articles homonymes, voir Caprese.

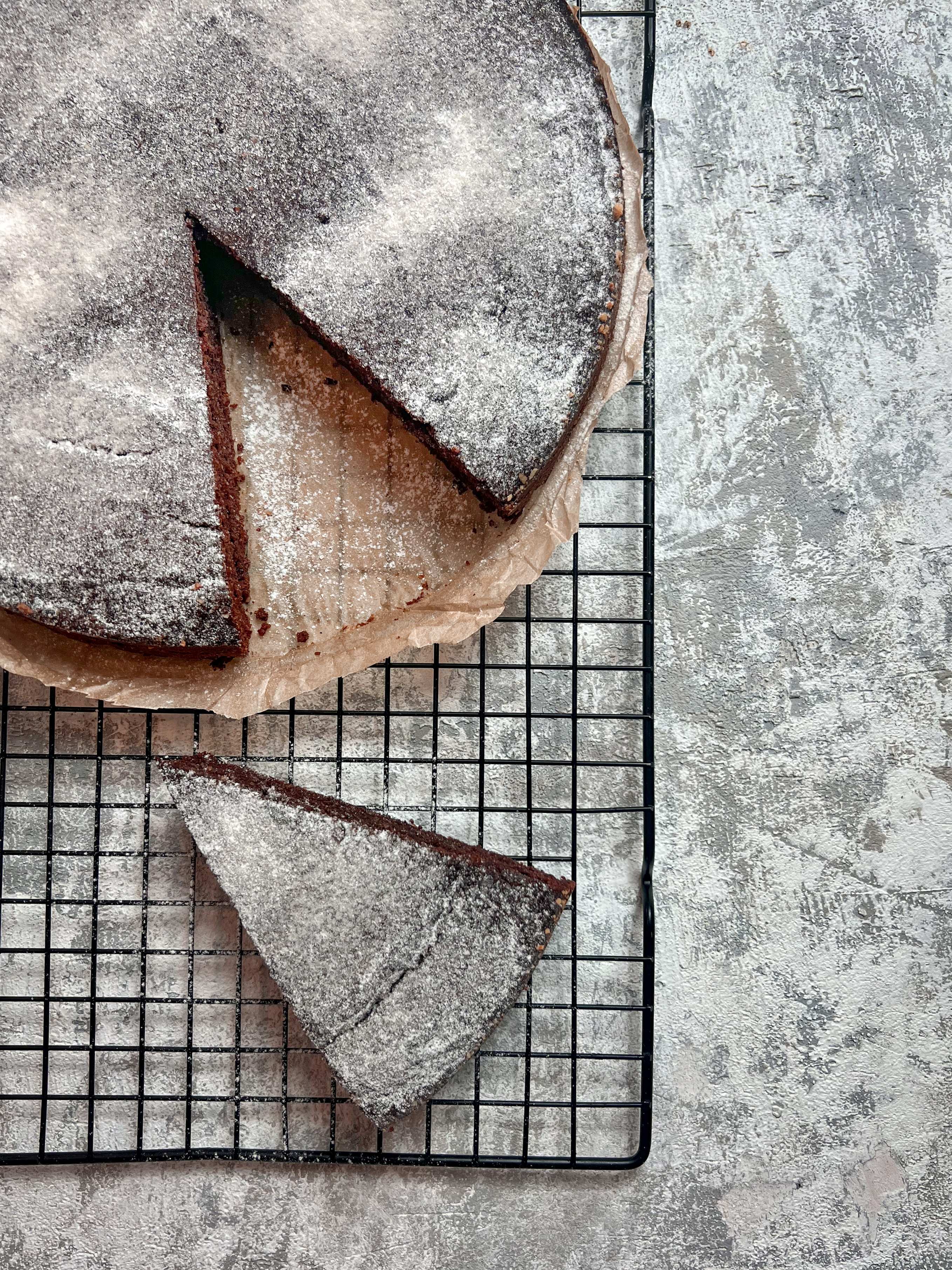
Torta caprese.

La torta caprese, ou gâteau de Capri, est un gâteau au chocolat et aux amandes d’origine italienne, plus précisément de l’île de Capri, qui lui a donné son nom. Sans farine, il peut être consommé par les personnes intolérantes au gluten.
La recette traditionnelle, dont il existe plusieurs variantes, combine du beurre, du sucre, des jaunes d’œufs, des amandes moulues, du chocolat fondu et des blancs d'œufs battus en neige. Après cuisson, une fine croûte protège l’intérieur encore fondant. Il est généralement décoré à l’aide de sucre glace. On peut également y ajouter de la strega ou une autre liqueur.

## Histoire
La torta caprese fait l’objet de plusieurs légendes, dont celle d’un pâtissier ayant oublié d’ajouter de la farine à la pâte vers les années 1920. Les clients auraient particulièrement apprécié le gâteau léger qui en résulta. Une autre lui donne comme paternité celle de deux héritiers du peintre August Weber, qui l’auraient inventé à la Strandpension Weber dans les années 1930.
Bien que ses origines précises demeurent inconnues, il est tenu pour relativement certain que la torta caprese est apparue dans le cadre de l’industrie touristique de l’île de Capri, à l’intention des touristes. D’abord servie dans des salons de thé, les restaurants l’ont mise à leur carte au fur et à mesure de sa popularité grandissante.